# Ultramega OK
Ultramega OK is het debuutalbum van de Amerikaanse rockband Soundgarden. Het album werd uitgebracht door SST Records op 31 oktober 1988. Na het uitbrengen van de ep's Screaming Life en Fopp op het platenlabel Sub Pop tekende Soundgarden bij het onafhankelijk platenlabel SST om hun eerste studioalbum uit te brengen.
Het resulterende album bevat elementen van heavy metal, psychedelische rock, classic rock en hardcore punk. De band ondersteunde het album met een tournee door de VS en hun eerste intercontinentale tour. In 1990 werd het album genomineerd voor een Grammy Award voor 'Best Metal Performance'.

## Tracks
Alle lyrics geschreven door Chris Cornell, tenzij anders aangegeven.

| Nr. | Titel                 | Tekst        | Muziek                | Duur |
| --- | --------------------- | ------------ | --------------------- | ---- |
| 1.  | Flower                |              | Kim Thayil            | 3:25 |
| 2.  | All Your Lies         |              | Thayil, Hiro Yamamoto | 3:51 |
| 3.  | 665                   |              | Yamamoto              | 1:37 |
| 4.  | Beyond the Wheel      |              | Cornell               | 4:20 |
| 5.  | 667                   |              | Yamamoto              | 0:56 |
| 6.  | Mood for Trouble      |              | Cornell               | 4:21 |
| 7.  | Circle of Power       | Yamamoto     | Thayil                | 2:05 |
| 8.  | He Didn't             |              | Matt Cameron          | 2:47 |
| 9.  | Smokestack Lightning  | Howlin' Wolf | Howlin' Wolf          | 5:07 |
| 10. | Nazi Driver           |              | Yamamoto              | 3:52 |
| 11. | Head Injury           |              | Cornell               | 2:22 |
| 12. | Incessant Mace        |              | Thayil                | 6:27 |
| 13. | One Minute of Silence |              | John Lennon           | 0:59 |

## Bezetting
Bandleden
- Chris Cornell – zang, gitaar op "Mood for Trouble", "He Didn't" en "Smokestack Lightning", basgitaar op "Circle of Power"
- Kim Thayil – gitaar
- Hiro Yamamoto – basgitaar, zang op "Circle of Power"
- Matt Cameron – drums

Producenten
- Drew Canulette – producent, systeemtechnicus
- Gardener – foto achterkant cd-hoes van Chris Cornell
- Lance Limbocker – systeemtechnicus
- Lance Mercer – cover-foto
- Kathryn Miller – beeldredactie en design
- Soundgarden – productie, beeldredactie en design
- Sydney Taylor – foto binnenhoes